# Kathedrale von Portalegre

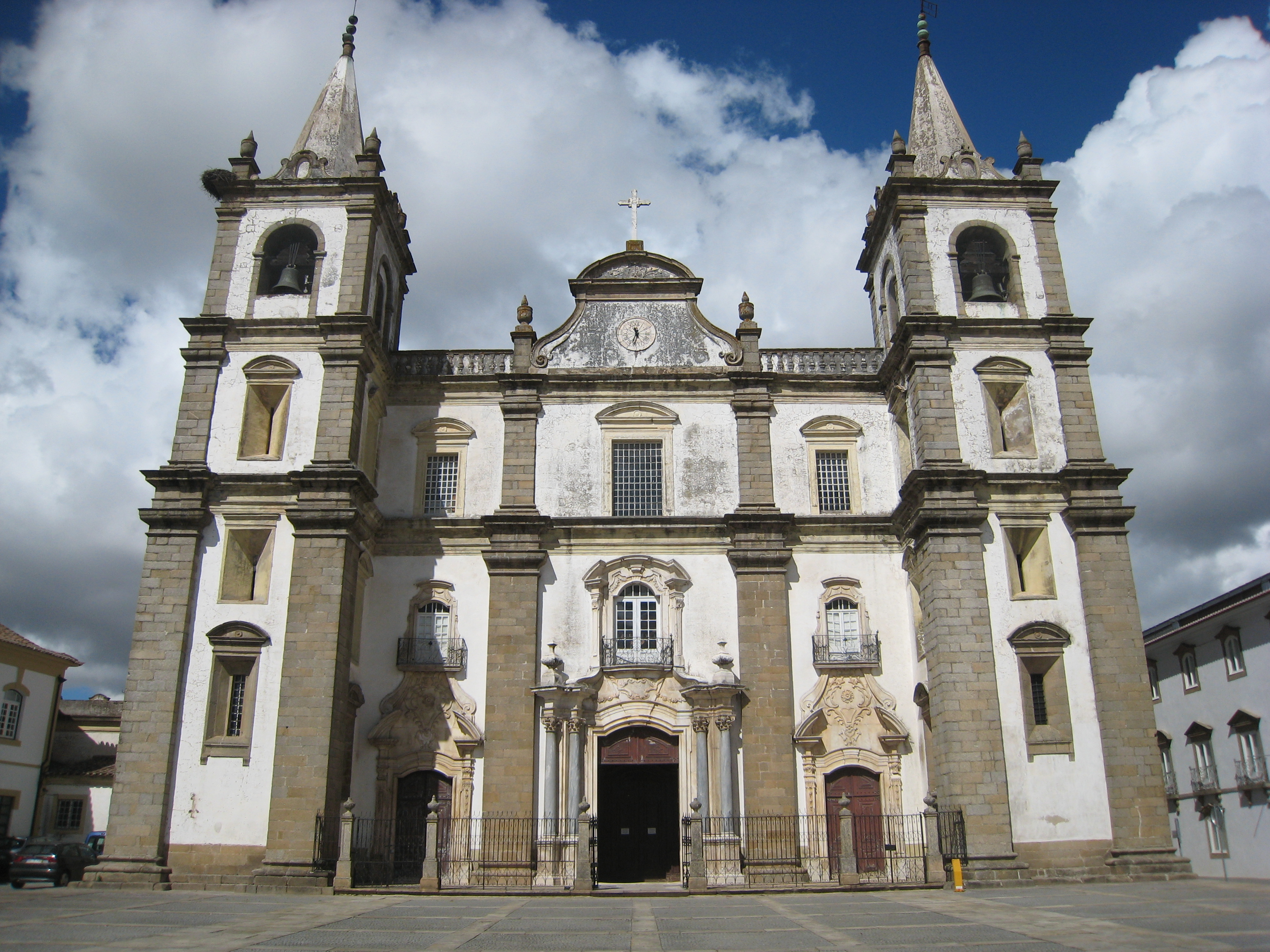
Kathedrale von Portalegre

Die Kathedrale von Portalegre (portugiesisch Sé de Portalegre) ist der Bischofssitz des römisch-katholischen Bistums Portalegre-Castelo Branco in der Stadt Portalegre im gebirgigen Osten Portugals. Eine Konkathedrale steht in der ca. 50 km nördlich gelegenen Stadt Castelo Branco.

## Lage
Die nach Nordosten orientierte Kathedrale liegt gegenüber der Burg (castelo) im Südwesten der nur etwa 10 km von der Grenze zu Spanien entfernten Altstadt von Portalegre in einer Höhe von ca. 470 m.

## Geschichte
Im Jahr 1550 schuf Papst Julius III. mit der Apostolischen Konstitution Pro Excellenti Apostolicae Sedis das Bistum Portalegre. Auf Initiative König Joãos III. begann der Militärarchitekt Afonso Álvares im Jahr 1556 mit dem Bau der Kathedrale; ihre Fertigstellung und Weihe lag im Jahr 1575. Im Jahr 1795 erfolgten leichte Korrekturen an der Fassade und eine umfassende Erneuerung des Innern.

## Architektur

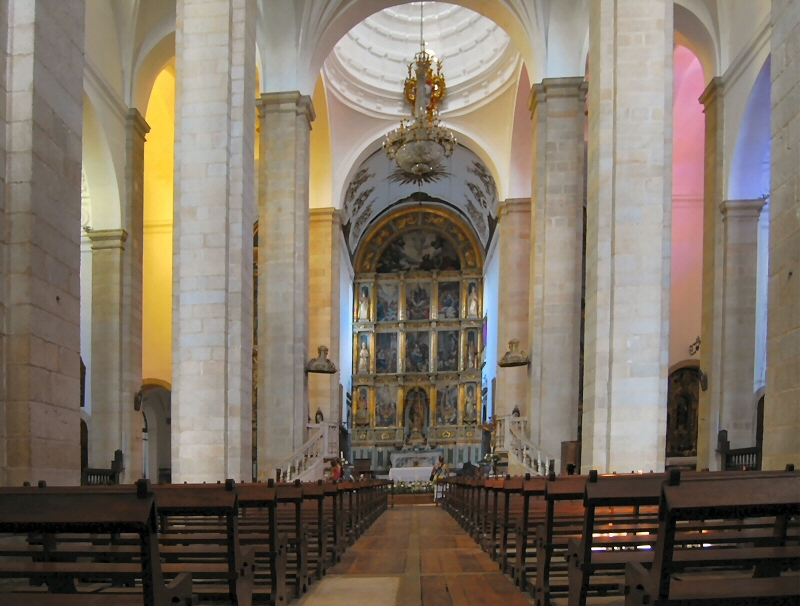
Inneres der Kathedrale

Die dreiportalige und von zahlreichen Fenstern charakterisierte Fassade wird von zwei seitlichen Glockentürmen mir Spitzhelmen flankiert. Während die Wandflächen verputzt und weiß getüncht sind, sind die Ecksteine sowie die von Vasen bekrönten Lisenen und Gesimse steinsichtig. Der mittlere Giebel zeigt eindeutige Barockformen.
Das dreischiffige Langhaus wird von nahezu quadratischen Pfeilern geprägt, die Gratgewölbe tragen. Mittelschiff und Seitenschiffe sind annähernd gleich hoch (Hallenkirche). Die Vierung wird von einer Kuppel mit Laterne überhöht.

## Ausstattung
Die mittlere Chorkapelle (capilla mor) birgt ein mit Figuren und Gemälden versehenes Altarretabel; die Altäre der Seitenschiffe sind einfacher gestaltet. Die Kirche besitzt zwei Predigtkanzeln.